# Eliza Cornelis Wiersma

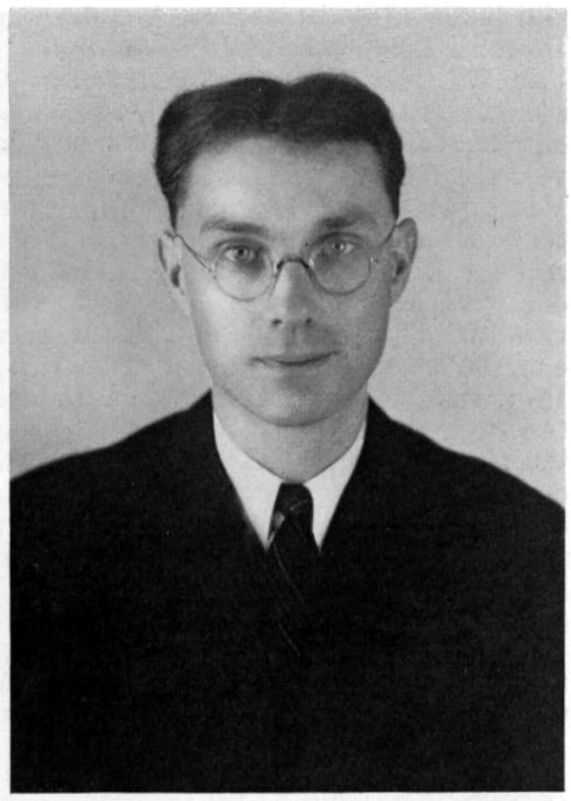
Prof.Dr. Eliza Cornelis Wiersma, 1938

Eliza Cornelis Wiersma (Naaldwijk, 29 september 1901 – Leiden, 31 juli 1944) was een Nederlandse hoogleraar en verzetsstrijder.

## Biografie
Hij was een zoon van Klaas Wiersma en Cornelia Elizabeth Rijstenbil. Hij trouwde op 27 augustus 1927 te Den Haag  met Alida Petronella Jöbsis.

### Wetenschappelijke werkzaamheden
Wiersma studeerde wis- en natuurkunde in Leiden. Hij werd assistent van professor Heike Kamerlingh Onnes in diens laboratorium. Zijn wetenschappelijke werk met betrekking tot het magnetisme verrichtte hij vooral samen met dr. H. R. Woltjer, destijds conservator aan het natuurkundig laboratorium te Leiden (het tegenwoordige Kamerlingh Onnes laboratorium). In 1932 promoveerde Wiersma in Leiden op een proefschrift getiteld Eenige onderzoekingen inzake paramagnetisme. Hij publiceerde daarnaast andere werken over temperatuur en warmteleer. In 1936 werd Wiersma benoemd tot hoogleraar technische en toegepaste natuurkunde aan de Technische Hogeschool te Delft. Bij deze gelegenheid sprak hij een rede uit met de titel Eenige punten uit de ontwikkeling van het temperatuurbegrip.

### Tweede Wereldoorlog
Wiersma was in de Tweede Wereldoorlog betrokken bij de linksgeoriënteerde verzetsgroep Moderne Staat en bij de publicatie van deze organisatie met dezelfde naam. Hij werkte hier samen met de Groningse professor Johan Hendrik van Meurs en de Delftse studenten Johannes Addeson en W. Pleysier. Wiersma werd als gevolg van zijn werkzaamheden in het verzet twee keer gearresteerd.In juni 1944 hadden besprekingen plaatsgevonden om te komen tot de uitgifte van een links-democratisch-georiënteerd orgaan, dit zou De Baanbreker worden. Bij deze besprekingen waren de eerder genoemde Pleysier en Van Meurs betrokken, alsmede W. Romijn, T. Kuiper en W. Wijga. Wiersma was al tijdens de oorlog ziek maar wilde zijn activiteiten niet onderbreken. Op 31 juli 1944 overleed hij aan de gevolgen van deze ziekte. Eliza Cornelis Wiersma werd begraven op de begraafplaats Oud Eik en Duinen te Den Haag.

## Publicaties
- 1932 - Eenige onderzoekingen over paramagnetisme (Nijhoff)
- 1941 - Warmteleer (Nijhoff)
- 1936 - Eenige punten uit de ontwikkeling van het temperatuurbegrip (Nijhoff)
- 1937 - W.J. de Haas: 1912-1937 (Nijhoff)

- Biografisch Portaal: 45956321
- Gemeinsame Normdatei: 105535350X
- International Standard Name Identifier: 0000 0000 3716 2346
- Library of Congress Control Number: n87833317
- Nationale Bibliotheek van Israël: 987007274160105171
- Nederlandse Thesaurus van Auteursnamen: 163142335
- Virtual International Authority File: 2863279
- WorldCat: E39PBJt8gYTp8PDPQ34kv3MXVC